# 데니스 바우로
데니스 바우로(슬로바키아어: Denis Vavro, 1996년 4월 10일 ~ )는 슬로바키아의 축구 선수로, 분데스리가의 VfL 볼프스부르크와 슬로바키아 국가대표팀에서 센터백으로 활약하고 있다.

## 구단 경력

### 초기 구단 경력
2013년 4월 20일, 트렌친과의 경기에서 질리나 소속으로 리그 데뷔 전을 치렀다. 2017년 8월 26일, 그는 코펜하겐과 5년 계약을 체결했다.

### 라치오 및 우에스카 임대
2019년 7월 4일, 바우로는 1,000만 유로의 이적료로 세리에 A의 라치오로 이적했다. 2021년 2월 1일, 그는 시즌이 끝날 때까지 라리가의 우에스카로 임대 이적했다.

### 코펜하겐으로 복귀
2022년 1월 24일, 바우로는 코펜하겐으로 임대 복귀하여 옵션을 받았다. 2022년 7월 6일, 코펜하겐이 옵션 조항을 도입하여 덴마크 팀과 4년 재계약을 체결했다고 발표되었다. 라치오에서의 그의 활약은 인상적이지 않았고, 바우로는 덴마크로 돌아온 것을 높이 평가했다.
바우로가 파르켄 스타디움 잔류를 확정하기 며칠 전, 소셜 미디어에서 바우로가 라치오를 싫어하는지 묻는 영상이 떠올랐고, 이에 빠르게 긍정적인 반응을 보였다. 바우로는 곧 소셜 미디어를 통해 구단이 "크고 역사적"이며 "그와 같은 선수에게는 너무 크다"고 사과했다.

## 국가대표팀 경력
바우로는 2017년 1월에 아랍에미리트 아부다비에서 열린 우간다와 스웨덴을 상대로 비공식 친선 경기에 소집되어 3-1로 졌다. 그는 또한 1월 12일에 스웨덴을 상대로 전체 경기 (6-0 패배)를 치렀다.